# Europese kampioenschappen veldlopen 2005
De 12e editie van de Europese kampioenschappen veldlopen vond plaats op 11 december 2005, in het Leijpark in Tilburg, Nederland. Bij de mannen won Serhij Lebid zijn vijfde titel op rij, nummer zes van in totaal negen EK-titels veldlopen. Lornah Kiplagat won de eerste gouden medaille voor Nederland, op de sinds 1994 gehouden Europese kampioenschappen. De Franse mannen en Russische vrouwen wonnen de landenwedstrijd.

## Uitslagen

### Mannen Senioren
| Plaats | Atleet                 | Land       | Tijd (min.s) |
| ------ | ---------------------- | ---------- | ------------ |
|        | Serhij Lebid           | Oekraïne   | 27.09        |
|        | Alberto García         | Spanje     | 27.21        |
|        | Driss Maazouzi         | Frankrijk  | 27.26        |
| 4      | Bouabdellah Tahri      | Frankrijk  | 27.27        |
| 5      | Günther Weidlinger     | Oostenrijk | 27,28        |
| 6      | Mokhtar Benhari        | Frankrijk  | 27.35        |
| 7      | Tom van Hooste         | België     | 27.36        |
| 8      | Khalid Zoubaa          | Frankrijk  | 27.36        |
| 9      | Juan Carlos De la Ossa | Spanje     | 27.36        |
| 10     | José Rios              | Spanje     | 27.37        |
|        |                        |            |              |
| 31     | Patrick Stitzinger     | Nederland  | 28.17        |

| Plaats | Land                                                                     | Punten                |
| ------ | ------------------------------------------------------------------------ | --------------------- |
|        | Frankrijk Driss Maazouzi Bouabdellah Tahri Mokhtar Benhari Khalid Zoubaa | 3 + 4 + 6 + 8 = 21    |
|        | Spanje Alberto García Juan Carlos De la Ossa José Rios Iván Galán        | 2 + 9 + 10 + 43 = 64  |
|        | Oekraïne Serhij Lebid Leonid Rybak Yevgeniy Bozhko Yuriy Hychun          | 1 + 19 + 24 + 27 = 71 |

### Vrouwen Senioren
| Plaats | Atleet              | Land                | Tijd (min.s) |
| ------ | ------------------- | ------------------- | ------------ |
|        | Lornah Kiplagat     | Nederland           | 19.55        |
|        | Sabrina Mockenhaupt | Duitsland           | 20.00        |
|        | Johanna Nilsson     | Zweden              | 20.01        |
| 4      | Olivera Jevtić      | Servië              | 20.04        |
| 5      | Anikó Kálovics      | Hongarije           | 20.15        |
| 6      | Hayley Yelling      | Verenigd Koninkrijk | 20.16        |
| 7      | Inga Abitova        | Rusland             | 20.16        |
| 8      | Liz Yelling         | Verenigd Koninkrijk | 20.17        |
| 9      | Rosa María Morató   | Spanje              | 20.18        |
| 10     | Marina Konovalova   | Rusland             | 20.18        |

| Plaats | Land                                                                        | Punten                 |
| ------ | --------------------------------------------------------------------------- | ---------------------- |
|        | Rusland Inga Abitova Marina Konovalova Lidia Grigorjeva Lilia Sjoboechova   | 7 + 10 + 14 + 21 = 52  |
|        | Verenigd Koninkrijk Hayley Yelling Liz Yelling Kate Reed Natalie Harvey     | 6 + 8 + 16 + 24 = 54   |
|        | Frankrijk Latifa Essarokh Yamna Oubohou Maria Martins Fatiha Klilech-Fauvel | 13 + 17 + 18 + 25 = 73 |

### Mannen Junioren
| Plaats | Atleet                  | Land                | Tijd (min.s) |
| ------ | ----------------------- | ------------------- | ------------ |
|        | Barnabás Bene           | Hongarije           | 18.41        |
|        | Andy Vernon             | Verenigd Koninkrijk | 18.42        |
|        | Dusan Markesevic        | Servië              | 18.42        |
| 4      | Mohamed Elbendir        | Spanje              | 18.50        |
| 5      | Ciprian Suhanea         | Roemenië            | 18.50        |
| 6      | Stefan Patru            | Roemenië            | 18.52        |
| 7      | Siarhei Chabiarak       | Wit-Rusland         | 18.53        |
| 8      | Marcin Chabowski        | Polen               | 18.54        |
| 9      | Martin Dematteis        | Italië              | 18.54        |
| 10     | Arkadiusz Gardzielewski | Polen               | 18.54        |
| 11     | Khalid Choukoud         | Nederland           | 18.55        |

| Plaats | Land                                                                          | Punten                |
| ------ | ----------------------------------------------------------------------------- | --------------------- |
|        | Polen Marcin Chabowski Arkadiusz Gardzielewski Kamil Murzyn Lukasz Skoczynski | 8 + 10 + 19 + 23 = 60 |
|        | Verenigd Koninkrijk Andy Vernon Adam Hickey Kelvin Hardy Thomas Minshull      | 2 + 13 + 24 + 29 = 68 |
|        | Roemenië Ciprian Suhanea Stefan Patru Mihaita Ionut Voicu Marius Sava         | 5 + 6 + 28 + 32 = 71  |

### Vrouwen Junioren
| Plaats | Atleet           | Land                | Tijd (min.s) |
| ------ | ---------------- | ------------------- | ------------ |
|        | Ancuta Bobocel   | Roemenië            | 15.23        |
|        | Emily Pidgeon    | Verenigd Koninkrijk | 15.25        |
|        | Susan Kuijken    | Nederland           | 15.33        |
| 4      | Linda Byrne      | Ierland             | 15.39        |
| 5      | Galina Maksimova | Rusland             | 15.40        |
| 6      | Morag Maclarty   | Verenigd Koninkrijk | 15.42        |
| 7      | Stephanie Twell  | Verenigd Koninkrijk | 15.45        |
| 8      | Yuliya Ivanova   | Rusland             | 15.47        |
| 9      | Azra Eminovic    | Servië              | 15.50        |
| 10     | Larisa Arcip     | Roemenië            | 15.51        |

| Plaats | Land                                                                          | Punten                |
| ------ | ----------------------------------------------------------------------------- | --------------------- |
|        | Verenigd Koninkrijk Emily Pidgeon Morag Maclarty Stephanie Twell Sian Edwards | 2 + 6 + 7 + 15 = 30   |
|        | Roemenië Ancuta Bobocel Larisa Arcip Roxana Birca Andreea David               | 1 + 10 + 18 + 20 = 49 |
|        | Rusland Galina Maksimova Yuliya Ivanova Viktoriya Ivanova Natalya Starkova    | 5 + 8 + 11 + 36 = 60  |